# Елизавета Свидницкая
Елизавета Свидницкая (англ. Elisabeth of Świdnica, пол. Elżbieta Świdnicka; 1309/1315 — 8/9 февраля 1348) — польская принцесса из Силезской линии династии Пястов, жена князя Опольского Болеслава II (ок. 1300 — 21 июня 1356).

## Биография
Елизавета была второй дочерью князя Бернарда Свидницкого (1288/1291 — 1326) и Кунигунды (ок. 1295—1331/1333), дочери короля Польши Владислава I Локотека. Ее братьями были князья Свидницкие Болеслав II Малый и Генрих II, сестра Констанция стала женой князя Глогувского Пшемысла. Племянница Елизаветы Анна, дочь князя Генриха II, стала третьей женой короля Чехии и императора Священной Римской империи Карла IV, матерью его старшего выжившего сына и наследника Вацлава (Венцеля).
6 мая 1326 года Елизавета вышла замуж за князя Опольского Болеслава II. Этот брак обеспечил Болеславу II поддержку могущественного деда Елизаветы, короля Польши Владислава I Локетека, но сохранялся этот союз недолго: 5 апреля 1327 года во Вроцлаве князь Болеслав II  последним из князей Верхней Силезии принес ленную присягу королю Чехии Иоганну Люксембургскому. 
Елизавета умерла 8 или 9 февраля 1348 года и была похоронена во францисканском монастыре в Ополе.

## Семья
В браке с Болеславом II Опольским Елизавета родила трех сыновей и четырех дочерей:
- Владислав Опольчик (1326/1332 — 1401), князь Опольский (1356—1401), Велюньский (1370—1392), Добжинский и Иновроцлавский (1378-1392)
- Болько III (ок. 1330—1382), князь Опольский (1356—1370) и Стшелецкий (1375—1382)
- Генрих (1337/1338 — 1356/1365), князь Опольский (1356—1365)
- Кунегунда (ок. 1340 — после 1372), монахиня в Венгрии (Буда)
- Агнесса (до 1348 — после 1390), аббатиса в Старом Сонче
- Эльжбета (до 1348 — после 1382), монахиня в Тшебнице
- Анна (до 1348 — после 1411), монахиня во Вроцлаве.